# Rhyacophila parilis
Rhyacophila parilis är en nattsländeart som beskrevs av Wolfram Mey 1998. Rhyacophila parilis ingår i släktet Rhyacophila och familjen rovnattsländor. Inga underarter finns listade i Catalogue of Life.